# Río Passaic

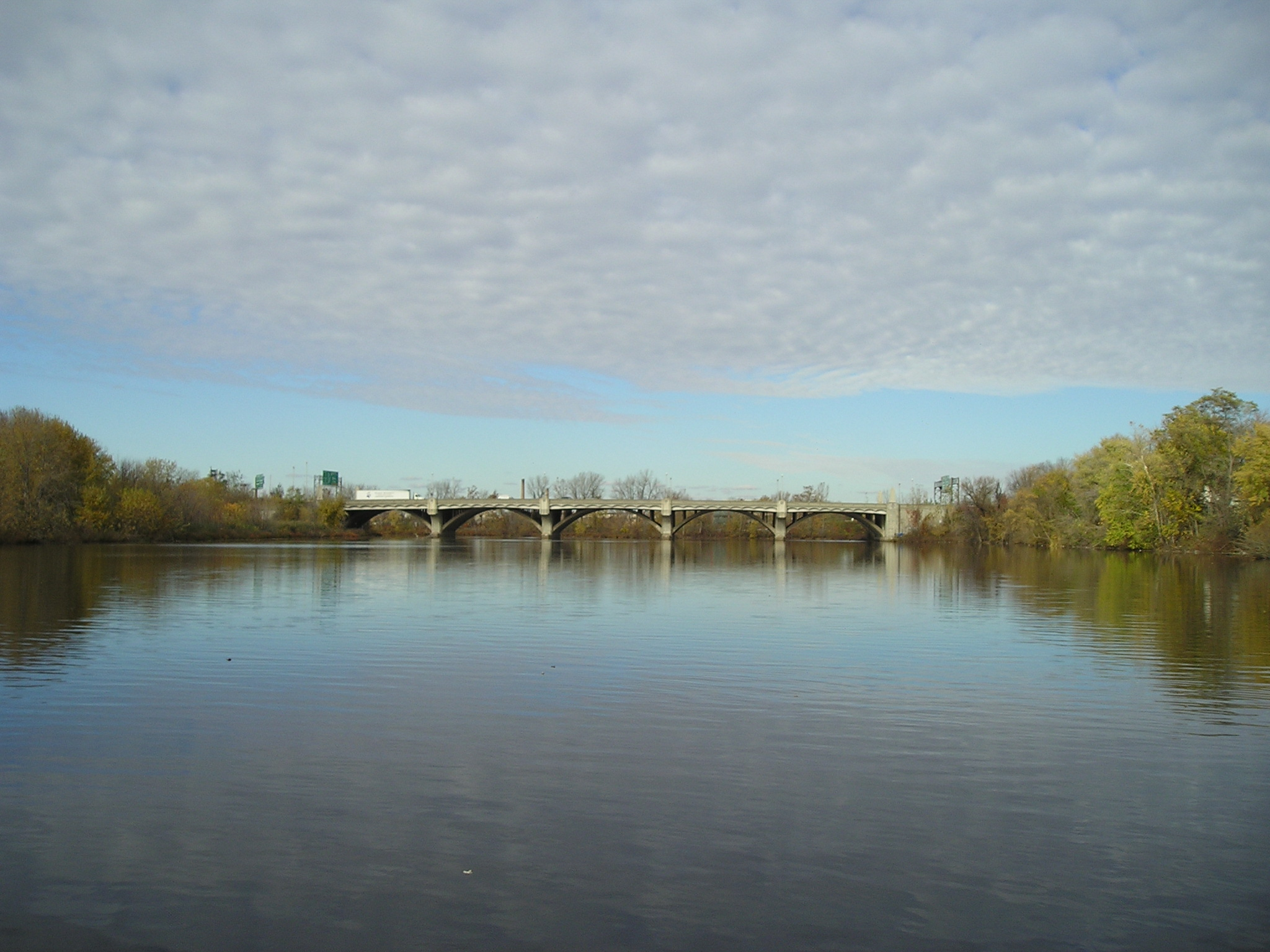
Vista mirando hacia el norte sobre el río Passaic desde la proa de un barco que flota entre Clifton (condado de Passaic) y Elmwood Park (condado de Bergen). El puente de seis carriles de la Ruta 46 de EE. UU. se puede ver al fondo.

El río Passaic ( /pəˈseɪ.ᵻk/ pə-SAY -ik ) es un río de aproximadamente 129 km de largo, en el norte de Nueva Jersey, Estados Unidos. En su curso superior fluye en una ruta muy tortuosa. Serpentea por las tierras bajas del Great Swamp, un pantano situado en las colinas de las zonas rurales y suburbanas del norte de Nueva Jersey, y drena gran parte de la parte norte del estado a través de sus afluentes. En su parte inferior, atraviesa las áreas más urbanizadas e industrializadas del estado, entre ellas el centro de Newark. Su parte baja sufrió una grave contaminación y abandono industrial en el siglo XX. En abril de 2014, la Agencia de Protección Ambiental (EPA) anunció un plan de 1700 millones para eliminar 3 287 587 m³ de lodo tóxico del fondo de los 13 km de su curso bajo. Se considera uno de los tramos de agua más contaminados de la nación y el proyecto es una de las limpiezas más grandes jamás realizadas.

## Curso
El Passaic nace en el centro de Mendham, en el sur del condado de Morris. Comienza entre Spring Hill Road y Hardscrabble Road, viajando hacia el noreste y cruzando Corey Lane antes de ingresar al Área Natural Buck Hill Tract. En este punto, el río comienza a fluir generalmente hacia el sur, a través del Parque Histórico Nacional de Morristown, y forma el límite entre los condados de Morris y Somerset. En su camino actual, pasa por el borde sureste y drena Lord Stirling Park, luego a lo largo del borde occidental del Gran Pantano, que drena a través de varios pequeños afluentes, incluido Black Brook. El río pasa a través de un desfiladero en Millington y luego gira abruptamente hacia el noreste, fluyendo a través del valle entre Long Hill al oeste y la Segunda Montaña Watchung al este.
Forma el límite entre los condados de Morris y Union al pasar por Berkeley Heights, New Providence y Summit. Cerca de Chatham gira hacia el norte, formando el límite entre los condados de Morris y Essex. Pasa por Livingston y Fairfield, donde fluye a través del pantano de Hatfield y se une al río Rockaway justo después de que el río Rockaway se une a su propio afluente, el río Whippany. Al suroeste de Lincoln Park pasa a través de Great Piece Meadows, donde gira abruptamente hacia el este y se une en Two Bridges (carretera de dos puentes) por su principal afluente, el río Pompton, luego serpentea a través de Little Falls mientras cae sobre un caer, a través de algunos rápidos, y debajo de la ruta 646 del condado de Passaic y un caballete de ferrocarril abandonado.

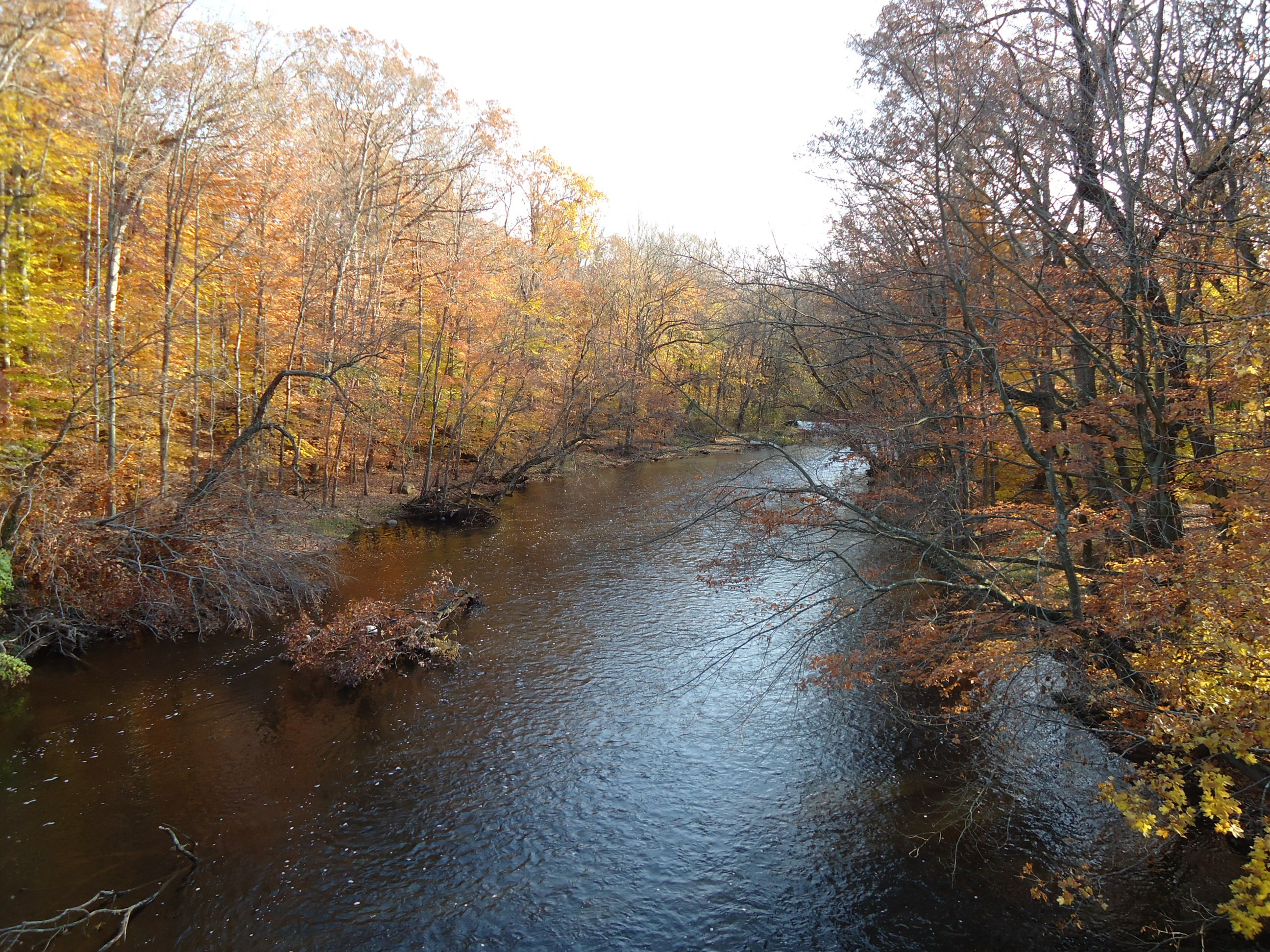
El río entre Summit y Chatham.

El río fluye al noreste hacia la ciudad de Paterson, donde cae sobre las Grandes Cataratas del Passaic. En el extremo norte de Paterson, gira abruptamente hacia el sur, fluyendo entre Paterson y Clifton en el oeste y Hawthorne, Fair Lawn, Elmwood Park, Garfield en el este, luego a través de la ciudad de Clifton. En Elmwood Park comienza a formarse el lago Dundee, creado por la presa Dundee construida en 1845. El río se vuelve navegable dos millas y media aguas abajo de la presa Dundee en el puente Eighth Street/Locust Ave en Wallington, donde comienza el canal dragado de Wallington Reach. Continuando más allá de Wallington Reach, el río sigue siendo navegable a través de una serie de canales mantenidos hasta su destino final, Newark Bay. Pasa Passaic, Clifton nuevamente, luego Nutley y Belleville en el oeste; pasa por Rutherford, Lyndhurst y North Arlington hacia el este.
En sus tramos más bajos, fluye a lo largo de la parte noreste de la ciudad de Newark en el oeste, pasando por Kearny, East Newark y Harrison en la orilla este. Cerca del centro de Newark, hace una curva abrupta hacia el este, luego hacia el sur alrededor de Ironbound, uniéndose al río Hackensack en el extremo norte de la bahía de Newark, una bahía trasera del puerto de Nueva York.

## Historia
El río Passaic se formó como resultado del drenaje de un enorme lago proglacial que se formó en el norte de Nueva Jersey al final de la última edad de hielo, hace aproximadamente 13 000 años. Ese lago prehistórico ahora se conoce como Glacial Lake Passaic y se centró en los actuales pantanos de tierras bajas del condado de Morris, y se formó debido a un bloqueo del camino de drenaje normal. Finalmente, el nivel del lago subió lo suficiente como para que el agua saliera por una nueva salida. El río Passaic encontró un nuevo camino hacia el océano a través de Millington Gorge y Paterson Falls cuando el glaciar que cubría el área se retiró hacia el norte y el lago se drenó. Como resultado, nació el río tal como lo conocemos ahora.
Antes de la colonización europea a lo largo del Passaic a fines del siglo XVII, el valle era el territorio de los grupos Lenape ahora conocidos como acquackanonk y hackensack, que usaban el río para pescar. Para ello construyeron presas, o presas de desbordamiento, para crear pozas y donde los peces pudieran quedar atrapados. Muchos de estos sitios arqueológicos aún están presentes y, en algunos casos, en buenas condiciones.
El río fue muy importante en el desarrollo industrial temprano de Nueva Jersey. Proporcionó una ruta navegable conectada por canales al río Delaware a partir de finales del siglo XVIII. También fue una fuente temprana de energía hidroeléctrica en Great Falls of the Passaic en Paterson, lo que resultó en el surgimiento temprano de la zona como el centro de molinos industriales.
Gran parte de la parte baja del río sufrió una grave contaminación durante los siglos XIX y XX debido a las descargas de desechos industriales en el río y las prácticas inadecuadas de eliminación de desechos en las tierras adyacentes. Aunque la salud del río ha mejorado debido a la implementación de la Ley de Agua Limpia de 1972 y otra legislación ambiental, y el declive de la industria a lo largo del río, todavía sufre una degradación sustancial de la calidad del agua. El sedimento en la desembocadura del río cerca de la Bahía de Newark sigue contaminado por contaminantes como la dioxina. La dioxina fue generada principalmente por la planta química Diamond Shamrock en Newark, como un producto de desecho resultante de la producción del químico de defoliación Agente Naranja utilizado durante la Guerra de Vietnam. La limpieza de la contaminación por dioxinas en el fondo del río es objeto de una importante demanda ambiental con respecto a la responsabilidad de la limpieza. En 2008, la EPA llegó a un acuerdo con Occidental Chemical Corporation y Tierra Solutions Inc. para limpiar una parte del río contaminado. Un juez de la Corte Superior de Nueva Jersey, en su fallo de julio y septiembre de 2011, declaró que Occidental y Maxus Exergy Corporation (una subsidiaria de YPF ) son responsables de la remediación en otras partes del río. En 2013, varios demandados corporativos acordaron pagar al estado de Nueva Jersey 130 millones de dólares por daños ecológicos relacionados con la contaminación del río Passaic. Sin embargo, no está claro si el estado realmente usará este dinero para los esfuerzos de limpieza.
El Departamento de Protección Ambiental de Nueva Jersey (NJDEP, por sus siglas en inglés) emitió avisos en 2009 prohibiendo la pesca comercial y advirtiendo al público en general que no se debe comer pescado capturado en la marea del río Passaic (desde la presa Dundee hasta la desembocadura en la bahía de Newark). Los avisos de consumo de pescado siguen vigentes a partir de 2020.
En abril de 2014, la EPA anunció un plan de 1700 millones de dólares para eliminar 3 287 587 m³ de lodo tóxico del fondo de las 13 km del río. Se considera uno de los tramos de agua más contaminados de la nación y uno de los proyectos de limpieza más grandes jamás emprendidos.

### Declive económico y resurgimiento

Los Cinco Puentes sobre el río Passaic en Newark.

El declive de la fabricación en la parte baja del río ha dejado un paisaje postindustrial de fábricas y otras instalaciones abandonadas y en desuso. En particular, el tramo del río a lo largo del centro de Newark llegó a considerarse en las últimas décadas del siglo XX como particularmente miserable. A partir de la década de 1990, la parte baja del río se convirtió en objeto de esfuerzos de restauración urbana federales y estatales, que dieron como resultado una nueva construcción a lo largo de la orilla del río. La ciudad de Newark ha construido un paseo junto al río desde Jackson St Bridge hasta Bridge St Bridge. Está ajardinado con árboles, plantas y flores, y bancos también. También se ha llevado a cabo la construcción de edificios de oficinas, incluido un edificio de sede regional para el FBI.
Si bien ha habido una disminución en el uso industrial del río, el uso recreativo ha aumentado desde principios de la década de 1990. Ha habido una larga tradición de remo en la escuela secundaria por parte de Kearny (desde 1968), Belleville (1942, el primer equipo de tripulación de una escuela secundaria pública de Nueva Jersey) y Nutley High Schools y, en 1990, el histórico Nereid Boat Club (fundado en 1868) se revivió, ampliando la participación en el deporte del remo en el río Passaic.

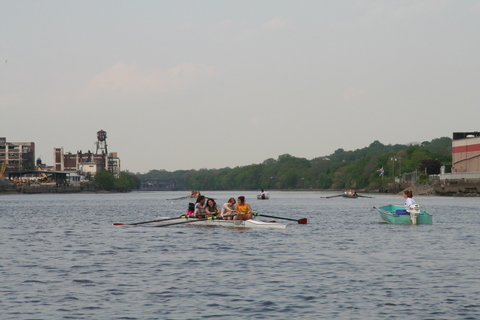
Oarswomen de Nutley High School y su entrenador haciendo ejercicio en el río Passaic en Newark

## Problemas de inundaciones

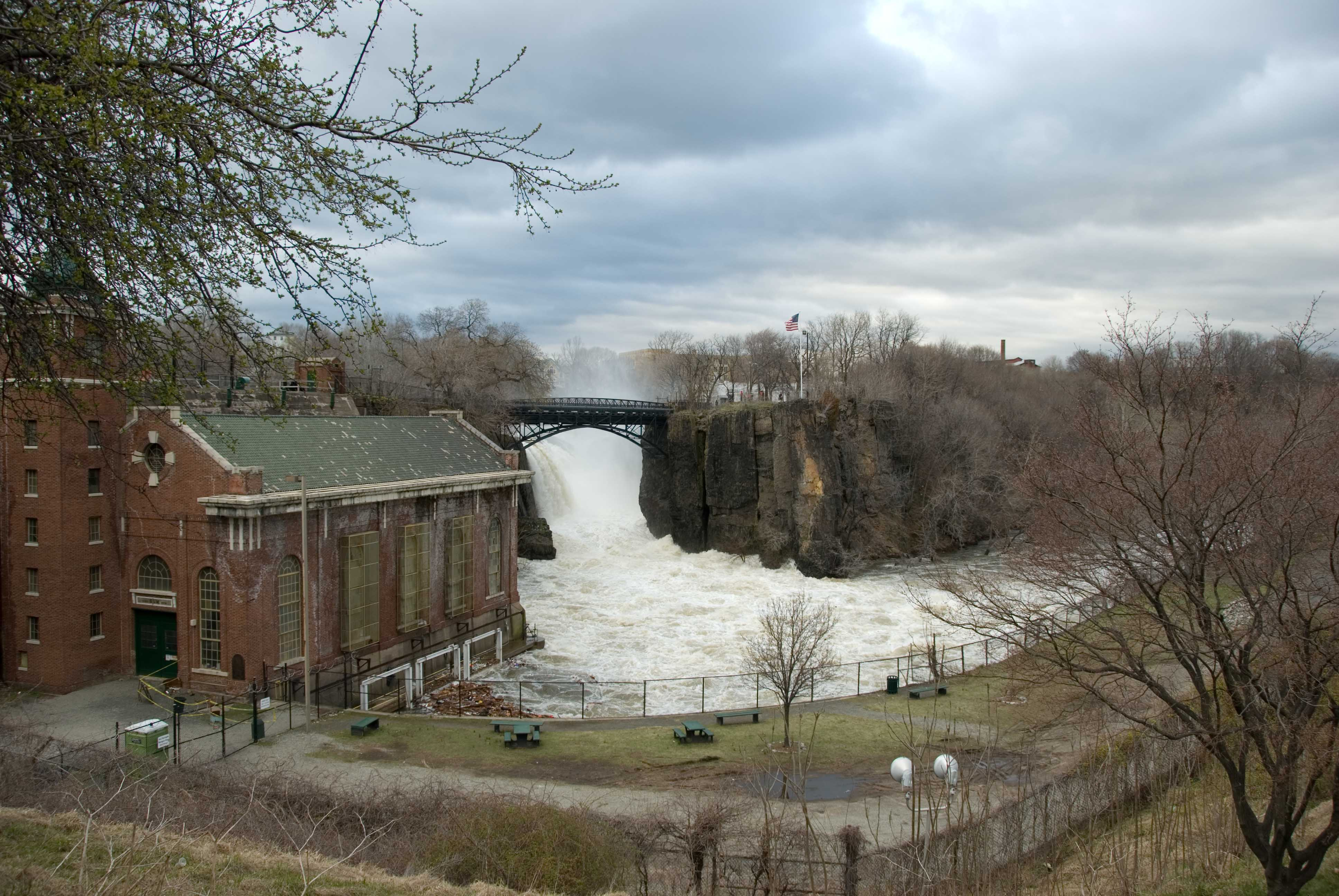
Las Grandes Cataratas después de que 20 cm (8 pulgadas) de lluvia inundaran el norte de Nueva Jersey durante la segunda semana de abril de 2007.

El río Passaic es conocido por problemas de inundaciones crónicas durante períodos de fuertes lluvias o deshielo, especialmente donde el río Pompton se une al río Passaic en la frontera de Fairfield, Lincoln Park y Wayne. Los dos ríos forman una llanura de inundación considerable en esta área. Se ha permitido la construcción en la llanura aluvial y durante los eventos climáticos extremos que ocurren con bastante regularidad, las casas y los negocios en la llanura aluvial se inundan. Se ha propuesto un plan para construir un enorme 20 millas (32,2 km), el túnel de inundaciones del río Passaic, para desviar las inundaciones periódicas hacia el sureste hacia la bahía de Newark, aliviando así estos problemas de inundaciones río arriba. Algunos residentes han aceptado compras del gobierno federal mientras se debate el concepto de construir un túnel de inundación, sin embargo, muchos residentes aún viven dentro de la llanura aluvial y las inundaciones parecen estar empeorando a medida que la tierra en la cuenca del río Passaic continúa siendo desarrollado.
El 28 de febrero de 1902 hubo una grave inundación del río. El 10 de octubre de 1903 ocurrió una de las peores inundaciones registradas. La cresta de agua era de 17,5 pies (5,3 m) y graves inundaciones en Little Falls, Paterson, así como en muchas otras áreas a lo largo del río. Otras crestas altas fueron: 3,9 m el 7 de abril de 1984; 3,6 m el 18 de abril de 2007; y 3,6 m el 16 de marzo de 2010. El 23 de abril de 2010, el gobernador Chris Christie emitió una orden para crear la Comisión Asesora de Inundaciones de la Cuenca del Río Passaic. En enero de 2011, se emitió un informe que mencionaba la inundación de 2010 y el resultado fue que los municipios cambiaron sus planes maestros y cambiaron las ordenanzas locales de prevención de daños por inundaciones, que incluirían cosas como la elevación de estructuras y detener la expansión en zonas inundables. Las áreas consideradas propensas a inundaciones continuas son Acid Brook, Buttermilk Falls, Haycock Brook, Mahwah River, Masonicus Brook, Packanack Brook, Pequannock River, Plog Brook, Pompton River, Ramapo River, Third River, Wanaque River y Wolf Creek. El 30 de agosto de 2011 hubo otra inundación con un máximo de 4 m. El problema del control de inundaciones se había considerado desde 1870 y hubo estudios en 1939, 1948, 1962, 1969, 1972, 1973, 1987 y 1995 con resultados mínimos de las sugerencias del informe.

## En las artes y la literatura
Un poema sobre el río fue escrito por John Alleyne Macnab en 1890, y Fountains of Wayne le puso música.
El río acogió a un grupo de trabajadores de plantaciones inuit en fuga en el cuento de 2004, "From Out of the River", del laureado Spencer Hash.
El río, y especialmente sus Grandes Cataratas, juega un papel importante en el poema épico Paterson de William Carlos Williams.
De 2006 a 2008, el escritor Wheeler Antabanez viajó por el río Passaic y sus orillas y relató sus aventuras en una edición especial de la revista Weird NJ. Nightshade on the Passaic se publicó como un número especial de la revista y rápidamente se convirtió en su número más vendido, lo que confirma el interés de los lectores en las historias relacionadas con el río Passaic. Antabanez intencionalmente no quería que el número especial fuera una lección de historia de Nueva Jersey o del río, sino que quería que fuera una historia de aventuras al estilo de Huck Finn.
En su canoa, Nightshade, Antabanez visita las partes más peligrosas del Passaic, junto con varios de los edificios y fábricas abandonadas que dependían del Passaic hace años. Además del río y las estructuras en descomposición que lo rodean, también investigó asesinatos que involucraron al río Passaic, incluido el horrible caso de Jonathan Zarate, quien intentó arrojar el cuerpo mutilado de su vecino de 16 años al río, pero fue frustrado por un oficial de policía que pasó por casualidad en ese momento.